# Hisayuki Machii
Hisayuki Machii (町井 久之, Machii Hisayuki) (20 juillet 1923-14 septembre 2002) est le fondateur d'un des plus célèbres gangs yakuzas, la Tosei-kai (en). Il était surnommé le « Tigre de Ginza » (銀座の虎, Ginza-no-Tora).

## Biographie
D'origine coréenne, Machii est né sous le nom de « Jeong Geon-Yeong » (정건영/鄭 建永) en 1923 à l'époque où la Corée fait partie de l'empire du Japon. Après la Seconde Guerre mondiale, il s'installe à Tokyo et s'implique dans le marché noir prospère du Japon d'après-guerre. En 1948, il forme son propre gang, la Tosei-kai (« La Voix du gang de l'est ») qui réunit jusqu'à 1 500 membres au début des années 1960. Elle devient si puissante à Tokyo qu'elle est surnommée la « police de Ginza », même après que Kazuo Taoka du Yamaguchi-gumi ait rompu l'accord avec Machii permettant à son groupe d'opérer à Tokyo.
Tout comme l'éminence grise yakuza Yoshio Kodama, Machii a de bonnes relations avec les autorités d'occupation américaines en raison de sa ferme attitude anti-communiste : les hommes de la Tosei-kai servant souvent de briseurs de grève durant les années d'occupation. Machii aurait peut-être travaillé lui-même pour le département de contre-espionnage américain. Tandis que les yakuzas sont emprisonnés ou placés sous étroite surveillance par les forces américaines, Machii reste libre de s'emparer des lucratifs marchés noirs. Mais plutôt que d'essayer de rivaliser avec les autres parrains, il s'allie avec eux et reste proche de Kodama et de Taoka.
L'empire du crime de Machii comprend des activités dans le tourisme, le divertissement, les bars et restaurants, la prostitution, et l'importation de pétrole. Lui et Kodama réunissent une fortune uniquement en investissant dans l'immobilier. Il casse cependant les accords établis entre le gouvernement coréen et les yakuzas et qui autorisaient les criminels japonais à mener des activités de racket en Corée. Pour remercier Machii, la Corée devient alors le refuge des yakuzas devant quitter le Japon. Conformément à son rôle de gérant dans les mondes criminels des deux pays, Machii est autorisé à posséder le service de traversier entre Shimonoseki au Japon et Busan en Corée du Sud, la route la plus courte entre les deux pays.
Il aurait vraisemblablement aidé l'agence centrale de renseignements de Corée à enlever le chef d'opposition Kim Dae-jung dans un hôtel de Tokyo (voir enlèvement de Kim Dae-jung). Kim est emmené en mer où il est ligoté, bâillonné, a les yeux bandés et enchaîné à des blocs de béton pour que son corps ne refasse jamais surface.
En 1965, la pression de la police oblige Machii à dissoudre la Tosei-kai mais il forme ailleurs deux organisations de front « légitimes », la Toa Yuai Jigyo Kumiai (en) (東亜友愛事業組合, « Association des Amis de l'Asie de l'Est »), et la Toa Sogo Kigyo (東亜相互企業, « Compagnie d'entreprises de l'Asie de l'Est ») qui est dirigée par Kodama.
La Toa Yuai Jigyo Kumiai, appelée couramment Tōa-kai, est encore aujourd'hui un gang yakuza actif au Japon avec une estimation de 1 000 membres. Le groupe est principalement composé de personnes d'origine coréenne, Machii ayant pavé la voie pour la participation des Coréens dans le monde du crime japonais. Il se retire finalement dans les années 1980.
À la fin du XXe siècle, pour faire face à la demande croissante de voyages en Corée du Sud en raison de la croissance économique du pays, la compagnie de ferry Pugwan reliant Busan à Shimonoseki tente d'étendre son réseau jusqu'à l'île de Kyūshū mais le projet est abandonné. Plusieurs articles de journaux révèlent alors que près de 70 membres de la Tōa-kai ont été tués par armes à feu ou armes blanches en une semaine à Tokyo et que les agresseurs, issus du monde du crime, appartiendraient probablement à la Kudō-kai (qui contrôle le port de Kokura) ou à la Dōjin-kai (en) (qui contrôle les principaux ports de l'ouest de Kyūshū). La théorie de la Dōjin-kai indiquerait que ce gang cherche à obliger la Tōa-kai à coopérer dans le trafic de drogue mais que celle-ci aurait refusé et les attaques de masse auraient alors commencé et continué jusqu'à ce que la Tōa-kai abandonne le projet et paye une somme scandaleuse à la Dōjin-kai. Ce type d'attaque est historiquement la spécialité de la Dōjin-kai et non de la Kudō-kai. La Tōa-kai est à l'époque dirigée par Morihiro Okita, la troisième génération de parrains, qui a mauvaise réputation parmi les membres en raison de sa mauvaise direction. Le bureau de Hiroshima de la compagnie de ferry Pugwan ouvre en 2002 mais ferme en 2005. Le bureau de Shimonoseki est par contre toujours en activité aujourd'hui.